# كربيد التيتانيوم
 كربيد تيتانيوم رباعي (بالإنجليزية:  Titanium carbide)‏ مركب كيميائي له الصيغة TiC، ويكون على شكل مسحوق بلوري أسود .